# Taylor Barnard
Taylor Barnard (* 1. června 2004 Norwich) je britský závodní jezdec, který v současnosti závodí ve Formuli E za tým NEOM McLaren. V roce 2024 závodil ve Formuli 2, kde dokázal získat jedno vítězství.
Před svým působením ve Formuli 2 strávil jednu sezónu ve Formuli 3. V letech 2023 i 2024 se účastnil zimního šampionátu Formule Regional Middle East. V obou sezónách se tu umístil na druhém místě. Mezi lety 2020 a 2022 soutěžil v sériích Formule 4 ADAC, Formule 4 UAE a Italské Formuli 4. Od roku 2012 do roku 2020 se věnoval motokárám.

## Formule E
V lednu 2024 byl Barnard oznámen jako rezervní a vývojový jezdec pro NEOM McLaren ve Formuli E. Poté, když se při prvním tréninku na závod v Monaku zranil jezdec McLarenu Sam Bird, byl nahrazen právě Barnardem, který se tímto startem stal ve věku 19 let a 332 dní nejmladším jezdcem, který kdy do závodu Formule E odstartoval. V prvním závodě dojel čtrnáctý. Za Birda odjel ještě další dva závody, čímž se stal i nejmladším bodujícím jezdcem Formule E, protože ve dvou závodech v Berlíně dojel desátý a osmý. Poté se ale Bird uzdravil a Barnard se vrátil do role rezervního jezdce.
V sezóně 2024/2025 se stal hlavním jezdcem McLarenu, když z týmu odešel Jake Hughes. Týmovým kolegou Barnarda je v této sezóně Sam Bird. Okamžitě v prvním závodě sezóny, přestože se kvalifikoval až sedmnáctý, dojel na třetím místě, čímž se stal i nejmladším jezdcem Formule E, který dojel na pódiu. V Jeddah v prvním závodě víkendu dojel opět na pódiu a v kvalifikaci na druhý závod víkendu dokonce získal pole position, takže je také nejmladší jezdec, který kdy startoval do závodu Formule E z prvního místa. Ve vítězství ale pole position proměnit nedokázal a v závodě dojel druhý. V dalších třech závodech nedokázal bodovat, přestože do prvního závodu v Monaku startoval z první pozice. V celkovém pořadí se na konci sezóny umístil čtvrtý.

## Výsledky
| Legenda k tabulce | Legenda k tabulce                                                                       |
| Barva             | Výsledek                                                                                |
| ----------------- | --------------------------------------------------------------------------------------- |
| Zlatá             | Vítěz                                                                                   |
| Stříbrná          | 2. místo                                                                                |
| Bronzová          | 3. místo                                                                                |
| Zelená            | Bodované umístění                                                                       |
| Modrá             | Nebodované umístění                                                                     |
| Modrá             | Dokončil neklasifikován (NC)                                                            |
| Fialová           | Odstoupil (Ret)                                                                         |
| Červená           | Nekvalifikoval se (DNQ)                                                                 |
| Červená           | Nepředkvalifikoval se (DNPQ)                                                            |
| Černá             | Diskvalifikován (DSQ)                                                                   |
| Bílá              | Nestartoval (DNS)                                                                       |
| Bílá              | Závod zrušen (C)                                                                        |
| Světle modrá      | Pouze trénoval (PO)                                                                     |
| Světle modrá      | Páteční testovací jezdec (TD)                                                           |
| Bez barvy         | Netrénoval (DNP)                                                                        |
| Bez barvy         | Vyřazen (EX)                                                                            |
| Bez barvy         | Nepřijel (DNA)                                                                          |
| Bez barvy         | Odvolal účast (WD)                                                                      |
| Bez barvy         | Nezúčastnil se (prázdné)                                                                |
| Označení          | Význam                                                                                  |
| Tučnost           | Pole position                                                                           |
| Kurzíva           | Nejrychlejší kolo                                                                       |
| †                 | Jezdec nedojel do cíle, ale byl klasifikován, protože odjel více než 90 % délky závodu. |
| ‡                 | Byl udělován poloviční počet bodů, protože bylo odjeto méně než 75 % délky závodu.      |
| Horní index       | Umístění bodujících jezdců ve sprintu                                                   |

### Kompletní výsledky ve Formuli 3
| Rok  | Tým               | 1          | 2          | 3          | 4         | 5         | 6         | 7         | 8         | 9          | 10         | 11         | 12         | 13         | 14         | 15        | 16        | 17        | 18        | Body | Umístění  |
| ---- | ----------------- | ---------- | ---------- | ---------- | --------- | --------- | --------- | --------- | --------- | ---------- | ---------- | ---------- | ---------- | ---------- | ---------- | --------- | --------- | --------- | --------- | ---- | --------- |
| 2023 | Jenzer Motorsport | BHR SPR 14 | BHR FEA 16 | MEL SPR 12 | MEL FEA 9 | MON SPR 5 | MON FEA 8 | CAT SPR 9 | CAT FEA 9 | RBR SPR 27 | RBR FEA 12 | SIL SPR 30 | SIL FEA 21 | HUN SPR 11 | HUN FEA 14 | SPA SPR 2 | SPA FEA 1 | MNZ SPR 4 | MNZ FEA 3 | 72   | 10. místo |

### Kompletní výsledky ve Formuli 2
| Rok  | Tým        | 1           | 2          | 3          | 4          | 5          | 6          | 7           | 8          | 9         | 10         | 11         | 12          | 13         | 14        | 15        | 16         | 17        | 18        | 19         | 20         | 21      | 22      | 23      | 24      | 25      | 26      | 27      | 28      | Body | Umístění  |
| ---- | ---------- | ----------- | ---------- | ---------- | ---------- | ---------- | ---------- | ----------- | ---------- | --------- | ---------- | ---------- | ----------- | ---------- | --------- | --------- | ---------- | --------- | --------- | ---------- | ---------- | ------- | ------- | ------- | ------- | ------- | ------- | ------- | ------- | ---- | --------- |
| 2024 | AIX Racing | BHR SPR Ret | BHR FEA 16 | JED SPR 13 | JED FEA 13 | MEL SPR 13 | MEL FEA 16 | IMO SPR DSQ | IMO FEA 20 | MON SPR 1 | MON FEA 11 | CAT SPR 19 | CAT FEA Ret | RBR SPR 12 | RBR FEA 8 | SIL SPR 9 | SIL FEA 14 | HUN SPR 7 | HUN FEA 9 | SPA SPR 16 | SPA FEA 13 | MNZ SPR | MNZ FEA | BAK SPR | BAK FEA | LSL SPR | LSL FEA | YMC SPR | YMC FEA | 18   | 21. místo |

### Kompletní výsledky ve Formuli E
| Rok       | Tým                         | Šasi           | Motor             | 1     | 2      | 3     | 4     | 5      | 6      | 7      | 8      | 9       | 10    | 11     | 12    | 13    | 14    | 15     | 16      | Body | Umístění  |
| --------- | --------------------------- | -------------- | ----------------- | ----- | ------ | ----- | ----- | ------ | ------ | ------ | ------ | ------- | ----- | ------ | ----- | ----- | ----- | ------ | ------- | ---- | --------- |
| 2023/2024 | NEOM McLaren Formula E Team | Spark Gen3     | Nissan e-4ORCE 04 | MEX   | DRH    | DRH   | SAP   | TOK    | MIS    | MIS    | MCO 14 | BER 10  | BER 8 | SHA    | SHA   | POR   | POR   | LDN    | LDN     | 5    | 22. místo |
| 2024/2025 | NEOM McLaren Formula E Team | Spark Gen3 Evo | Nissan e-4ORCE 05 | SAO 3 | MEX 14 | JED 3 | JED 2 | MIA 20 | MCO 15 | MCO 16 | TKO 3  | TKO Ret | SHA 3 | SHA 10 | JKT 7 | BER 4 | BER 6 | LDN 13 | LDN Ret | 112  | 4. místo  |